# Villiers-sous-Grez
Villiers-sous-Grez ist eine französische Gemeinde im Département Seine-et-Marne in der Region Île-de-France. Sie gehört zum Kanton Fontainebleau im gleichnamigen Arrondissement Fontainebleau. 

## Geographie
Sie grenzt im Nordwesten an La Chapelle-la-Reine, im Norden an Recloses, im Osten an Grez-sur-Loing und im Süden und im Westen an Larchant. Villiers-Sous-Grez ist Teil des Regionalen Naturparks Gâtinais français beteiligt.

## Bevölkerungsentwicklung
| Jahr      | 1962 | 1968 | 1975 | 1982 | 1990 | 1999 | 2008 | 2013 |
| --------- | ---- | ---- | ---- | ---- | ---- | ---- | ---- | ---- |
| Einwohner | 529  | 487  | 552  | 706  | 779  | 764  | 763  | 750  |

## Sehenswürdigkeiten

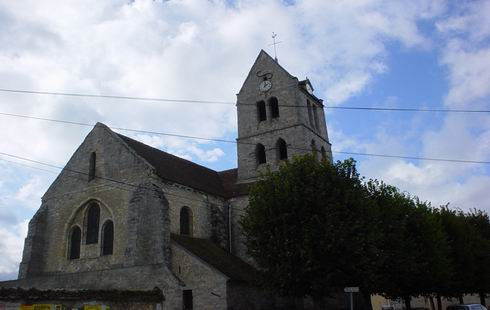
Kirche St.-Étienne aus dem im 13. Jahrhundert

- Kirche Saint-Étienne

## Persönlichkeiten
- Alexina Duchamp (1906–1995), Kunsthändlerin US-amerikanischer Herkunft
- Marcel Rieder (1862–1942), Maler elsässischer Herkunft